# Paul Konchesky
Paul Martyn Konchesky (ur. 15 maja 1981 w Londynie) – angielski piłkarz grający na pozycji lewego obrońcy w Billericay Town.

## Kariera klubowa

### Początki
Paul Konchesky urodził się w Londynie w dzielnicy Barking. Swoją karierę piłkarską rozpoczął w juniorskiej drużynie miejscowego West Ham United. Następnie przeszedł do szkółki piłkarskiej Charlton Athletic.

### Charlton Athletic
Zawodowy kontrakt z tą ekipą podpisał w sierpniu 1997 roku. W drużynie Charltonu Athletic zadebiutował 16 sierpnia tego samego roku w wygranym 3:2 ligowym spotkaniu z Oxford United. W chwili debiutu miał 16 lat i 93 dni, przez co stał się najmłodszym zawodnikiem, który wystąpił w pierwszym zespole. Jednak podstawowym piłkarzem swojej drużyny stał się dopiero w sezonie 2000/01, kiedy to wystąpił w 23 ligowych spotkaniach. W czerwcu 2003 roku Konchesky napisał prośbę do zarządu klubu o transfer do innej drużyny. Jego wniosek został zaakceptowany. Jednak nie było żadnej oferty jego kupna i we wrześniu został wypożyczony na miesiąc do Tottenhamu Hotspur. Następnie wypożyczenie zostało przedłużone o kolejny miesiąc, zaś później do stycznia 2004. Chociaż Konchesky chciał zostać na dłużej w Tottenhamie to plaga kontuzji doprowadziła do tego, że z wypożyczenia powrócił w grudniu i opuścił listę transferową. W lipcu 2005 roku podpisał kontrakt z West Hamem United. Łącznie w ekipie Charltonu Athletic wystąpił 169 razy we wszystkich rozgrywkach, strzelając w nich sześć bramek, zaś w Tottenhamie zaliczył 15 występów.

### West Ham United

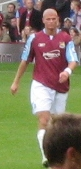
Konchesky w roku 2006

Konchesky do drużyny West Hamu dołączył w lipcu 2005 za kwotę 1,5 miliona funtów. W nowej drużynie zadebiutował 13 sierpnia w wygranym 3:1 ligowym spotkaniu z Blackburn Rovers. W pierwszym sezonie wystąpił w 45 ligowych i pucharowych meczach a także pomógł drużynie zająć dziewiąte miejsce w Premier League i awansować do finału Pucharu Anglii. W 63. minucie tego spotkania zdobył bramkę, mecz zakończył się wynikiem 3:3, jednak jego drużyna przegrała 3:1 w rzutach karnych. Konchesky nie wykorzystał jednej z jedenastek. W sezonie 2006/07 stracił miejsce w wyjściowej jedenastce, wystąpił wówczas w 22 ligowych pojedynkach. W lipcu 2007 Konchesky przeszedł do Fulham. Łącznie w drużynie West Hamu wystąpił w 70 meczach ligowych i pucharowych.

### Fulham
W lipcu 2007 Paul Konchesky podpisał czteroletni kontrakt na kwotę 3,25 miliona funtów z klubem Fulham. W nowej drużynie pierwszy występ zaliczył 12 sierpnia, kiedy to zagrał w przegranym 2:1 ligowym spotkaniu z Arsenalem. W debiutanckim sezonie wystąpił jeszcze w 32 meczach. 18 stycznia w przegranym 3:1 spotkaniu z West Ham United Konchesky zdobył swoją pierwszą bramkę dla Fulham, później została ona wybrana przez BBC jako najlepsza w całym miesiącu w lidze.

### Liverpool
31 sierpnia 2010 roku Konchesky podpisał czteroletni kontrakt z Liverpoolem. Pomimo nie najlepszych występów w pierwszej drużynie, Konchesky miał pewne miejsce w składzie drużyny Roya Hodgsona. W pierwszej części sezonu wystąpił w 15 spotkaniach. Po tym jak Hodgsona w styczniu 2011 roku zastąpił Kenny Dalglish, Anglik stracił miejsce w składzie na rzecz Martina Kelly'ego. Łącznie zagrał w piętnastu meczach Liverpoolu.

### Nottingham Forest
31 stycznia Konchesky został wypożyczony do Nottingham Forest. Podczas 93-dniowego pobytu w Nottingham zdążył zagrać w 15 meczach Leśników; zdobył także jedną bramkę.

### Leicester City
13 lipca 2011 roku ogłoszono transfer Koncheskiego do Leicester City.

## Kariera reprezentacyjna
Paul Konchesky w latach 2002–2003 rozegrał 15 spotkań w reprezentacji swojego kraju U-21. W seniorskiej kadrze zaliczył dwa występy. Zadebiutował w niej w lutym 2003 w towarzyskim spotkaniu z Australią. Drugi występ zaliczył w listopadzie 2005 roku, kiedy to zagrał w pojedynku z Argentyną.